# Андрущенко Владислав Сергійович
Владисла́в Сергі́йович Андру́щенко — молодший сержант Збройних сил України, учасник російсько-української війни, що відзначився у ході російського вторгнення в Україну. Герой України (2024).

## Життєпис
Мешканець Жашківської громади на Черкащині.
Під час російського вторгнення в Україну добровільно став на захист Батьківщини. Після проходження базової військової підготовки у листопаді 2022 року був направлений до 137 окремого батальйону 35 бригади морської піхоти, де служив на посаді стрільця-помічника гранатометника. Проявив себе як умілий воїн під час оборони Вугледару. Пізніше успішно воював у районі с. Красногорівка на Авдіївському напрямку. Влітку 2023 року на півдні Донеччини він очолив штурмову групу, якій вдалося стрімкою атакою заволодіти центральною частиною с. Макарівка. У ході бою знищили близько взводу групи «Шторм-Z» 60 ОМСБр. Пізніше під час наступальної кампанії на цьому ж напрямку В. Андрущенко брав участь у визволенні населених пунктів Урожайне, Старомайорське, уміло діяв як керівник бойової групи підрозділу. Восени 2023 року разом із побратимами форсував річку Дніпро в районі с. Кринки на Херсонщині. Керуючи бойовою групою, він першим форсував водну перешкоду і вдало здійснив висадку на лівому березі Дніпра. У Кринках його бойова група захопила передові позиції противника, знищивши понад 20 окупантів. Надалі проводив штурмові дії, надаючи можливість для висадки наступних десантних груп.

## Нагороди
- Звання Герой України з врученням ордена «Золота Зірка» (2024) — за особисту мужність і героїзм, виявлені у захисті державного суверенітету та територіальної цілісності України, самовіддане служіння Українському народові[3].